# Erna (Vorname)
Erna ist ein weiblicher Vorname, der um 1900 im deutschen Sprachraum sehr beliebt war. Mit dem Aufkommen der Klein-Erna-Witze ließ die Popularität des Namens stark nach. Heute kommt er nur noch selten vor.

## Namenstage
- 12. Januar
- 14. April

## Herkunft und Bedeutung
Erna ist eine Kurzform von Ernestine und geht auf den männlichen Vornamen Ernst zurück. Dieser kommt aus dem althochdeutschen und bedeutet Ernst, Entschlossenheit (im Kampf).

## Weitere Formen
- Erni
- Ernschen
- Ernchen
- Ernalein
- En

## Bekannte Namensträgerinnen
- Erna Baumbauer (1919–2010), deutsche Schauspielagentin
- Erna Berger (1900–1990), deutsche Kammersängerin (Koloratursopran)
- Erna Brell, deutsche Tischtennisspielerin
- Erna von Dobschütz (1876–1963), deutsche Porträt-Malerin
- Erna Dorn (1911–1953), Opfer der DDR-Justiz
- Erna Eifler (1908–1944), deutsche Widerstandskämpferin
- Erna Fentsch (1909–1997), deutsche Schauspielerin
- Erna Haffner (1912–1989), deutsche Schauspielerin
- Erna Lazarus (1903–2006), US-amerikanische Drehbuchautorin
- Erna Lechner (1940–2022), bayerische Bauernverbandsfunktionärin
- Erna Lendvai-Dircksen (1883–1962), deutsche Fotografin
- Erna Lugebiel (1898–1984), deutsche Widerstandskämpferin
- Erna Mohr (1894–1968), deutsche Zoologin und Museumskustodin
- Erna Morena (1885–1962), deutsche Schauspielerin
- Erna Nissen, Person, auf die die Klein-Erna-Witze zurückgehen, siehe Klein Erna
- Erna Nitter (1888–1986), deutsche Schauspielerin
- Erna Pinner (1890–1987), deutsche Zeichnerin, Puppenkünstlerin, Schriftstellerin und Naturwissenschaftlerin
- Erna Putz (* 1946), österreichische Theologin
- Erna Raupach-Petersen (1904–1997), deutsche Volksschauspielerin
- Erna Roder (1916–2007), deutsche Malerin
- Erna Sack (1898–1972), deutsche Kammersängerin (Koloratursopran)
- Erna Scheffler (1893–1983), deutsche Juristin
- Erna Schillig (1900–1993), Schweizer Malerin
- Erna Schlüter (1904–1969), deutsche Kammersängerin (Sopran)
- Erna Sellmer (1905–1983), deutsche Schauspielerin
- Erna Solberg (* 1961), norwegische Politikerin
- Erna Spoorenberg (1926–2004), niederländische Sopranistin
- Erna Stein-Blumenthal (1903–1983), deutsch-israelische Kunsthistorikerin
- Erna Strube, bekannt als Joy Fleming  (1944–2017), deutsche Jazz-, Blues- und Schlagersängerin
- Erna Walter (1893–1992), deutsche Botanikerin
- Erna Waßmer (1933–2016), deutsche Volksschauspielerin